# 32858 Kitakamigawa
32858 Kitakamigawa este un asteroid din centura principală de asteroizi.

## Descriere
32858 Kitakamigawa este un asteroid din centura principală de asteroizi. A fost descoperit pe 25 ianuarie 1993 la Geisei de Tsutomu Seki. Asteroidul prezintă o orbită caracterizată de o semiaxă mare de 3,06 ua, o excentricitate de 0,07 și o înclinație de 8,7° în raport cu ecliptica.